# Люботаївка
Любота́ївка — село Коноплянської сільської громади в Березівському районі Одеської області в Україні. Населення становить 126 осіб.

## Населення
Згідно з переписом 1989 року населення села становило 148 осіб, з яких 61 чоловік та 87 жінок.
За переписом населення 2001 року в селі мешкали 124 особи.

### Мова
Розподіл населення за рідною мовою за даними перепису 2001 року:
| Мова       | Відсоток |
| ---------- | -------- |
| українська | 87,3 %   |
| російська  | 7,14 %   |
| молдовська | 3,17 %   |
| гагаузька  | 0,79 %   |